# 417. strelska divizija (ZSSR)
417. strelska divizija (izvirno rusko 417. стрелковая дивизия; kratica 417. SD) je bila strelska divizija Rdeče armade v času druge svetovne vojne.

## Zgodovina
Divizija je bila ustanovljena marca 1942. Leta 1957 je bila preoblikovana v 78. motorizirano strelsko divizijo.